# Yearlings
The Yearlings is een alt.countryband uit Utrecht. De band wordt opgericht in september 1999 en maakt aanvankelijk naam door mee te doen aan voorrondes van de Grote Prijs van Nederland. Diverse voorprogramma's en veel optredens in het clubcircuit geven de band een zekere livereputatie.
De bandleden zijn Olaf Koeneman (zang, gitaar, mandoline, orgel), Niels Goudswaard (zang, slaggitaar, mondharmonica), Herman Gaaff (bas), Léon Geuyen (drums) en Bertram Mourits (slide). In januari 2001 sluit René van Barneveld (ex-Urban Dance Squad) zich aan bij The Yearlings als pedalsteel-gitarist en kort daarna neemt de band onder leiding van Wouter Planteijdt (Sjako!) een titelloos debuut op.
Deze cd wordt enthousiast ontvangen, zowel in Nederland als in het buitenlandse distributiegebied van platenmaatschappij Sonic Rendezvous. De band speelt het jaar daarop vrijwel overal in Nederland, van Vlissingen tot Leeuwarden, in voorprogramma’s van onder andere Ryan Adams, The Jayhawks en Jason Ringenberg en op diverse festivals (onder andere Noorderslag in Groningen).
In het najaar van 2003 wordt begonnen aan de tweede cd. De plaat wordt opgenomen in de Heartland Studio in Amsterdam; de productie wordt ditmaal in eigen hand gehouden. Het resultaat krijgt de titel Utrecht, naar de stad waar het volgens The Yearlings al een paar jaar gebeurt. De band laat de alt.country koers enigszins varen ten faveure van een meer op gitaarpop gericht geluid. ‘Als R.E.M. in de jaren 80 een alt.country-plaat zou hebben gemaakt, waren ze bij zoiets uitgekomen,’ verklaart zanger-gitarist-liedjesschrijver Olaf Koeneman de verschuiving.
In het najaar van 2004 en het voorjaar van 2005 is de band veelvuldig te zien op poppodia in heel Nederland. Hoogtepunten in deze periode zijn onder andere de show op het prestigieuze festival Eurosonic (Groningen), alsmede een optreden in Paradiso met de Amerikaan Buddy Miller.
In 2006 wordt de band opgeheven. Een aantal bandleden blijft actief in bands als Moskowicz, The Gasoline Brothers en Fakebook. Sinds 2015 is de band weer actief in de originele bezetting. In september 2018 verschijnt de single 'Evelene (you've got to know it)', kort daarna komt het album 'Skywriting' uit. Het album wordt in de Volkskrant door recensent Menno Pot met vier sterren gewaardeerd, terwijl muziekblad Music Maker vijf sterren toekent. In 2019 is de band veelvuldig te zien in Nederlandse popzalen, waaronder Paradiso en TivoliVredenburg. Een hoogtepunt is het optreden op het Roots in Heaven festival (Haarlem) in april.
In het voorjaar van 2024 valt via sociale media te vernemen dat Martijn Vink (Asfaltfeeën, ex-The Maureens) is aangetrokken als extra gitarist. In het najaar van 2024 kondigt The Yearlings een nieuw album aan, After all the party years. Dat album, dat eind januari 2025 is verschenen, krijgt net als zijn voorganger vier sterren in de Volkskrant, vijf sterren in muziekmagazine Lust for Life, en een zeer positieve recensie in OOR. In 2025 treedt de band veelvuldig op op de Nederlandse podia. 

## Discografie
- 2002: The Yearlings
- 2004: Utrecht
- 2018: Skywriting
- 2025: After All The Party Years